# Литл Беј (Монтсерат)
Литл Беј (енгл. Little Bay) је град у изградњи на северозападу Британске прекоморске територије Монтсерат у Карипском мору и његов будући главни град.